# Ballspiel-Verein 08 Lüttringhausen 1982-1983
Questa voce raccoglie le informazioni riguardanti il Ballspiel-Verein 08 Lüttringhausen nelle competizioni ufficiali della stagione 1982-1983.

## Stagione
Nella stagione 1982-1983 il Luttringhausen, allenato da Rudi Sommavilla, concluse il campionato di 2. Bundesliga al 13º posto.

## Rosa
| N. |                     | Ruolo | Calciatore        |
| -- | ------------------- | ----- | ----------------- |
|    | Germania (bandiera) | P     | Ingo Brögelmann   |
|    | Germania (bandiera) | P     | André Stocki      |
|    | Germania (bandiera) | P     | Helmut Träries    |
|    | Germania (bandiera) | D     | Kurt Balewski     |
|    | Germania (bandiera) | D     | Hans-Werner Fuchs |
|    | Serbia (bandiera)   | D     | Zdenko Kosanovic  |
|    | Germania (bandiera) | D     | Peter Langer      |
|    | Germania (bandiera) | D     | Detlef Pirsig     |
|    | Germania (bandiera) | D     | Karl Rohr         |
|    | Germania (bandiera) | D     | Thomas Spanehl    |

| N. |                     | Ruolo | Calciatore        |
| -- | ------------------- | ----- | ----------------- |
|    | Germania (bandiera) | C     | Uwe Bakies        |
|    | Germania (bandiera) | C     | Herbert Bals      |
|    | Germania (bandiera) | C     | Jürgen Berghaus   |
|    | Germania (bandiera) | C     | Michael Brühl     |
|    | Germania (bandiera) | C     | Volker Brune      |
|    | Germania (bandiera) | C     | Klaus Czizewski   |
|    | Germania (bandiera) | C     | Holger Zippel     |
|    | Germania (bandiera) | A     | Norbert Sobbe     |
|    | Germania (bandiera) | A     | Lothar Steinhauer |

## Organigramma societario
Area tecnica
- Allenatore: Rudi Sommavilla
- Allenatore in seconda:
- Preparatore dei portieri:
- Preparatori atletici:

## Calciomercato

### Sessione estiva
| Acquisti | Acquisti       | Acquisti      | Acquisti |
| R.       | Nome           | da            | Modalità |
| -------- | -------------- | ------------- | -------- |
| C        | Uwe Bakies     | Wuppertal     |          |
| D        | Peter Langer   | Colonia II    |          |
| P        | Helmut Träries | RW Oberhausen |          |
| C        | Holger Zippel  | Hassia Bingen |          |

| Cessioni | Cessioni | Cessioni | Cessioni |
| R.       | Nome     | a        | Modalità |
| -------- | -------- | -------- | -------- |

### Sessione invernale
| Acquisti | Acquisti | Acquisti | Acquisti |
| R.       | Nome     | da       | Modalità |
| -------- | -------- | -------- | -------- |

| Cessioni | Cessioni | Cessioni | Cessioni |
| R.       | Nome     | a        | Modalità |
| -------- | -------- | -------- | -------- |

## Risultati

### 2. Bundesliga

#### Girone di andata
| Arbitro: | Barnick |

|                                                 |           |                       |
| Steinhauer 9’ Langer 64’ Balewski 66’ Brühl 86’ | Marcatori | 82’ Gagel 88’ Metzler |

| Arbitro: | Kautschor |

|                         |           |              |
| Klinger 6’ Kaminsky 22’ | Marcatori | 65’ Balewski |

| Arbitro: | Schmidhuber |

|                         |           |  |
| Langer 66’ Balewski 88’ | Marcatori |  |

| Arbitro: | Boos |

|                                               |           |  |
| Bittner 5’ Kostedde 30’, 34’, 60’ Gmeiner 89’ | Marcatori |  |

| Arbitro: | Wiesel |

|                                                             |           |                     |
| Brühl 6’, 35’ Balewski 38’ Steinhauer 74’ Pirsig 90’ (rig.) | Marcatori | 51’ Hein 82’ Walter |

| Arbitro: | Hellwig |

|                                 |           |  |
| Schäfer 47’ Zimmermann 50’, 68’ | Marcatori |  |

| Arbitro: | Brehm |

|                                           |           |                     |
| Balewski 4’, 7’ Steinhauer 16’ Langer 58’ | Marcatori | 15’, 26’ Dannenberg |

| Arbitro: | Theobald |

|                     |           |  |
| Bein 19’ Krause 33’ | Marcatori |  |

| Arbitro: | Hontheim |

|            |           |            |
| Pirsig 86’ | Marcatori | 52’ Agatha |

| Augusta 2 ottobre 1982, ore 15:00 CET 10ª giornata | Augusta | 0 – 0 referto | BV 08 Lüttringhausen | Rosenaustadion (3 500 spett.)\| Arbitro: \| Dilg \| |
| Arbitro:                                           | Dilg    |               |                      |                                                     |

| Arbitro: | Bodmer |

|                                  |           |  |
| Piller 45’ Meisel 81’ Birner 87’ | Marcatori |  |

| Arbitro: | Michel |

|           |           |           |
| Fuchs 47’ | Marcatori | 48’ Szech |

| Arbitro: | Klauser |

|                              |           |  |
| Rombach 15’ Mödrath 78’, 86’ | Marcatori |  |

| Arbitro: | Retzmann |

|                                |           |                   |
| Balewski 4’, 53’, 63’ Bals 81’ | Marcatori | 27’ (rig.) Täuber |

| Arbitro: | Gschwender |

|                              |           |  |
| Werres 55’ Grabosch 68’, 90’ | Marcatori |  |

| Arbitro: | Risse |

|  |           |                        |
|  | Marcatori | 41’ Traser 89’ Pallaks |

| Arbitro: | Waltert |

|                       |           |                     |
| Goll 20’ Hartmann 32’ | Marcatori | 49’ Langer 85’ Bals |

| Arbitro: | Wippker |

|                     |           |                       |
| Sobbe 15’ Fuchs 59’ | Marcatori | 17’ Ossen 68’ Mattern |

| Arbitro: | Assenmacher |

|                                           |           |                     |
| Steubing 12’ Zimmer 29’, 78’ Willkomm 44’ | Marcatori | 59’, 70’ Steinhauer |

#### Girone di ritorno
| Arbitro: | Föckler |

|                                           |           |                    |
| Metzler 17’ Fink 38’ Schaub 41’ Gagel 43’ | Marcatori | 9’ Brühl 77’ Fuchs |

| Arbitro: | Schütte |

|                                 |           |  |
| Balewski 45’ Fuchs 71’ Bals 85’ | Marcatori |  |

| Arbitro: | Wahmann |

|                                    |           |  |
| Büssers 17’ Schwarz 35’ Helmes 55’ | Marcatori |  |

| Arbitro: | Glaw |

|                                |           |                        |
| Langer 20’ Steinhauer 41’, 53’ | Marcatori | 74’ Kostedde 79’ Funke |

| Arbitro: | Bruch |

|                                                                      |           |  |
| Dickgießer 7’ Hein 42’, 50’, 88’ Linz 58’ Walter 77’, 82’ Bührer 85’ | Marcatori |  |

| Arbitro: | Boos |

|            |           |  |
| Langer 49’ | Marcatori |  |

| Arbitro: | Eschweiler |

|                       |           |                     |
| Dannenberg 15’ (rig.) | Marcatori | 24’ Langer 58’ Bals |

| Arbitro: | Mierswa |

|          |           |           |
| Bals 22’ | Marcatori | 41’ Höfer |

| Arbitro: | Ermer |

|                        |           |          |
| Görtz 25’ Orejuela 87’ | Marcatori | 51’ Bals |

| Remscheid 24 aprile 1983, ore 18:15 CEST 29ª giornata | BV 08 Lüttringhausen | 0 – 0 referto | Augusta | Röntgen-Stadion (4 000 spett.)\| Arbitro: \| Wippker \| |
| Arbitro:                                              | Wippker              |               |         |                                                         |

| Arbitro: | Uhlig |

|                |           |  |
| Steinhauer 61’ | Marcatori |  |

| Krefeld 9 aprile 1983, ore 15:00 CEST 31ª giornata | Bayer Uerdingen | 0 – 0 referto | BV 08 Lüttringhausen | Grotenburg Stadion (5 000 spett.)\| Arbitro: \| Wiesel \| |
| Arbitro:                                           | Wiesel          |               |                      |                                                           |

| Arbitro: | Waltert |

|                                          |           |  |
| Balewski 37’ Berghaus 62’ Steinhauer 69’ | Marcatori |  |

| Arbitro: | Gschwender |

|                                 |           |  |
| Täuber 4’ Dreher 9’ Forster 79’ | Marcatori |  |

| Arbitro: | Eli |

|  |           |                                  |
|  | Marcatori | 77’ Grabosch 79’ Schatzschneider |

| Arbitro: | Bodmer |

|                    |           |  |
| Cestonaro 37’, 86’ | Marcatori |  |

| Arbitro: | Hellwig |

|                                                                                  |           |                     |
| Pirsig 15’ (rig.) Langer 17’ (rig.) Czizewski 53’, 82’ Steinhauer 65’ Bakies 85’ | Marcatori | 2’, 69’, 73’ Hayduk |

| Arbitro: | Huster |

|                                         |           |  |
| Schüler 31’, 52’ Nehoda 35’ Mattern 40’ | Marcatori |  |

| Arbitro: | Kautschor |

|                     |           |              |
| Steinhauer 22’, 61’ | Marcatori | 69’ Willkomm |

## Statistiche

### Statistiche di squadra
| Competizione  | Punti | In casa | In casa | In casa | In casa | In casa | In casa | In trasferta | In trasferta | In trasferta | In trasferta | In trasferta | In trasferta | Totale | Totale | Totale | Totale | Totale | Totale | DR  |
| Competizione  | Punti | G       | V       | N       | P       | Gf      | Gs      | G            | V            | N            | P            | Gf           | Gs           | G      | V      | N      | P      | Gf     | Gs     | DR  |
| ------------- | ----- | ------- | ------- | ------- | ------- | ------- | ------- | ------------ | ------------ | ------------ | ------------ | ------------ | ------------ | ------ | ------ | ------ | ------ | ------ | ------ | --- |
| 2. Bundesliga | 34    | 19      | 12      | 5       | 2       | 43      | 22      | 19           | 1            | 3            | 15           | 10           | 54           | 38     | 13     | 8      | 17     | 53     | 76     | -23 |
| Totale        | 34    | 19      | 12      | 5       | 2       | 43      | 22      | 19           | 1            | 3            | 15           | 10           | 54           | 38     | 13     | 8      | 17     | 53     | 76     | -23 |

### Andamento in campionato
| Giornata  | 1 | 2 | 3 | 4  | 5 | 6  | 7 | 8  | 9  | 10 | 11 | 12 | 13 | 14 | 15 | 16 | 17 | 18 | 19 | 20 | 21 | 22 | 23 | 24 | 25 | 26 | 27 | 28 | 29 | 30 | 31 | 32 | 33 | 34 | 35 | 36 | 37 | 38 |
| --------- | - | - | - | -- | - | -- | - | -- | -- | -- | -- | -- | -- | -- | -- | -- | -- | -- | -- | -- | -- | -- | -- | -- | -- | -- | -- | -- | -- | -- | -- | -- | -- | -- | -- | -- | -- | -- |
| Luogo     | C | T | C | T  | C | T  | C | T  | C  | T  | T  | C  | T  | C  | T  | C  | T  | C  | T  | T  | C  | T  | C  | T  | C  | T  | C  | T  | C  | C  | T  | C  | T  | C  | T  | C  | T  | C  |
| Risultato | V | P | V | P  | V | P  | V | P  | N  | N  | P  | N  | P  | V  | P  | P  | N  | N  | P  | P  | V  | P  | V  | P  | V  | V  | N  | P  | N  | V  | N  | V  | P  | P  | P  | V  | P  | V  |
| Posizione | 3 | 7 | 6 | 10 | 9 | 11 | 8 | 11 | 11 | 11 | 15 | 14 | 15 | 14 | 15 | 15 | 16 | 14 | 15 | 16 | 14 | 16 | 16 | 16 | 16 | 15 | 15 | 16 | 15 | 12 | 14 | 12 | 14 | 14 | 16 | 14 | 15 | 13 |

Legenda:

Luogo: C = Casa; T = Trasferta. Risultato: V = Vittoria; N = Pareggio; P = Sconfitta.

### Statistiche dei giocatori
| U. Bakies     | 18 | 1  | 1  | 0 |
| K. Balewski   | 38 | 11 | 2  | 0 |
| H. Bals       | 36 | 6  | 2  | 1 |
| J. Berghaus   | 32 | 1  | 3  | 0 |
| V. Brune      | 22 | 0  | 3  | 0 |
| I. Brögelmann | 0  | 0  | 0  | 0 |
| M. Brühl      | 27 | 4  | 3  | 0 |
| K. Czizewski  | 31 | 2  | 1  | 1 |
| H. Fuchs      | 34 | 4  | 6  | 0 |
| Z. Kosanovic  | 9  | 0  | 1  | 0 |
| P. Langer     | 35 | 8  | 4  | 0 |
| D. Pirsig     | 35 | 3  | 10 | 0 |
| K. Rohr       | 38 | 0  | 3  | 0 |
| N. Sobbe      | 36 | 1  | 1  | 0 |
| T. Spanehl    | 8  | 0  | 0  | 0 |
| L. Steinhauer | 33 | 12 | 2  | 0 |
| A. Stocki     | 1  | 0  | 0  | 0 |
| H. Träries    | 37 | 0  | 2  | 0 |
| H. Zippel     | 10 | 0  | 1  | 0 |